# Lagrange (Territorio di Belfort)
Lagrange è un comune francese di 103 abitanti situato nel dipartimento del Territorio di Belfort nella regione della Borgogna-Franca Contea.

## Società

### Evoluzione demografica
Abitanti censiti